# Марюта, Александр Никитович
Александр Никитович Марюта (29 сентября 1934, Донецк — 26 апреля 2009, Днепропетровск) — украинский учёный в области теории управления техническими и экономическими системами, доктор технических наук, профессор, заслужений профессор Днепропетровского национального университета, соросовский профессор, действительный член Нью-Йоркской Академии наук.
В круг его интересов входили контроль качества при построении технических систем, системный анализ, в последние годы — вопросы экономической теории.

## Работа
В 1985—2009 годы — заведующий кафедрой экономической информатики и статистики Днепропетровского национального университета.

## Изданные работы
По экономике
- Економіко-математичне моделювання та оптимізація управління організаціями (2001, в соавторстве).
- Моделирование и прогнозирование движения населения и трудових ресурсов для промышленных регионов страны (2001, в соавторстве).
- Экономико-математические методы управления предприятием (2002, в соавторстве).
- Статистические методы и оптимизационные методы в экономике (2002, в соавторстве).
- Статистические методы и модели в экономике (2002).
- Инвестиции и риски (2004).
- Эвристический системный анализ экономики (2004).
- Диагностика и управление производственно-экономическими системами (2004, в соавторстве).
- Принятие рациональных экономических решений в игровых, рисковых и неопределенных ситуациях (2004, в соавторстве).
- Целевой экономический и управленческий анализ (контролинг)(2005, в соавторстве).
- Экономико- математические модели производств и управления их запасами (2005, в соавторстве).
- Методы и модели рационального управления бизнесом (2005).
- Математические модели экономики (2005, в соавторстве).
- Рациональное экономическое управление с согласованием интересов активных производственных структур (2006, в соавторстве).
- Конспективное представление информационных основ макроэкономической теории (2006).
- Системне подання процесу виробничо-економічного планування та управління випуском продукції підприємств країни (2007, в соавторстве).
- Стратегічні та тактичні плани-моделі маркетингу (2007, в соавторстве).

## Учёный-механик
В «до экономический» период научной деятельности проф. Марюта А. Н. являлся видным ученым-механиком, предложившим свою теорию фрикционных колебаний в механических системах различного рода промышленных механизмов (барабанных рудоразмольных мельницах, подшипниках скольжения, прокатных станах и др.). Теория основана на рассмотрении фрикционных колебаний как параметрических и управление ими на основе анализа свойств синхронизации с источником энергии, передаваемой посредством сил трения к рабочим органам. Такой подход принципиально отличается от существующих теорий, основанных на нелинейных зависимостях с падающим участком характеристики трения от скорости скольжения, широко применяемых для анализа режимов колебаний нелинейных систем. Его новый подход к анализу систем с передачей энергии трением позволил реализовать на практике эффективные методы диагностики и управления промышленными механизмами. Основные результаты его терии изложены в монографии:
Марюта А. Н. Фрикционные колебания в механических системах 1993. 240 с. ISBN 5-247-02907-0. Дата обращения: 25 июля 2011. Архивировано 3 декабря 2012 года.

## Статьи
- Пути повышения эффективности финансово-экономического управления предприятиями и их конкурентоспособности // Проблемы теории и практики управления 2008 г. № 8
- Адаптивное управления доходом предприятия // Финансы Украини. — 2004. — N: 3. — С.83-89.
- Типовые нелинейные статистические характеристики предприятия типа «насыщение» и их влияние на эффективность использования их экономического потенциала и конкурентоспособность // Экономист. — 2007. — N12. — С. 26-29.